# 22 (singel Lily Allen)
22 – czwarty singel brytyjskiej wokalistki popowej Lily Allen z jej drugiego albumu studyjnego zatytułowanego It’s Not Me, It’s You. Autorami tekstu piosenki są Lily Allen i Greg Kurstin, który także zajął się jego produkcją. 24 sierpnia 2009 roku utwór został wydany przez wytwórnię Regal Recordings. Nakręcono do niego także teledysk, którego reżyserią zajął się Jake Scott. Singel dobrze radził sobie na europejskich listach przebojów. W jej rodzimym kraju zadebiutował na 14. miejscu. W Australii zdobył status złotej płyty. W notowaniu końcoworocznym listy UK Singles Chart uplasował się na 171. pozycji.

## Lista utworów
- UK CD Single (Cardsleeve)

1. „22” – 3:05
2. „Not Fair” (Far Too Loud Electro Radio Edit) – 3:20

- UK Promo Single 1 (Cardsleeve)

1. „22” – 3:05
2. „22” (Instrumental) – 3:05

- French CD Single (Cardsleeve)

1. „22 (Vingt Deux)” (Duet With Ours) – 3:06
2. „22” – 3:05
3. „Not Fair” (Far Too Loud Electro Radio Edit) – 3:20

- UK Promo Single 2 (Standard Case)

1. „22” – 3:05
2. „Not Fair” (Far Too Loud Electro Radio Edit) – 3:20

- 7" Limited Edition Picture Disc

1. „22” – 3:05
2. „22” (The Big Pink Remix) – 5:07

- Digital EP

1. „22” – 3:08
2. „22” (The Big Pink Remix) – 5:09
3. „Not Fair” (Far Too Loud Electro Radio Edit) – 3:20
4. „22” (Acoustic) – 3:04

## Notowania
| Lista (2009-10)                  | Najwyższa pozycja |
| -------------------------------- | ----------------- |
| Australian Singles Chart         | 12                |
| Austrian Singles Chart           | 54                |
| Belgian Singles Chart (Flanders) | 43                |
| Belgian Singles Chart (Wallonia) | 34                |
| Dutch Top 40                     | 18                |
| European Hot 100 Singles         | 43                |
| French Singles Chart             | 23                |
| German Singles Chart             | 85                |
| Irish Singles Chart              | 12                |
| New Zealand Singles Chart        | 28                |
| Swiss Singles Chart              | 71                |
| UK Singles Chart                 | 14                |